# 湯馬士·密夫林
湯馬士·密夫林（英語：Thomas Mifflin，1744年1月10日—1800年1月20日），費城商人，美國獨立戰爭時期將軍，曾任大陸議會議長及議員，首任賓夕法尼亞州州長。
密夫林生於1744年費城一個信奉貴格會的富商家庭，就讀於賓夕法尼亞學院。畢業後密夫林在費城從商，並在1772年獲選入賓夕法尼亞州地方議會。當時密夫林被視為相對溫和的輝格派。他一方面公開反對《印花稅法令》及《茶葉法令》，但又主動到波士頓與麻薩諸塞州的塞繆爾·亞當斯商討合作。後來波士頓倒茶事件爆發，英國國會決定實施《強制法案》。密夫林與約瑟·李德及迪金遜成功遊說費城市民組成通訊委員會，配合麻省的反抗運動，並推動被托利派控制的賓夕法尼亞州議會選出大陸議會代表。
1774年，賓夕法尼亞州議會在公眾壓力下派出包括密夫林在內的七人參與大陸議會。密夫林在第一屆大陸議會中起草了《大陸協定》的初稿，推動北美殖民地聯合杯葛英國貨品。1775年，密夫林代表賓夕法尼亞參與第二屆大陸議會，但列星頓和康科德戰役的消息傳抵費城後，密夫林便決定辭職從軍。他與其他費城商人重組了商團民兵，然後加入大陸軍麾下。
密夫林的軍旅生涯遇有多番波折。起初，密夫林深獲華盛頓器重，並出任大陸軍軍需官，負責後勤事宜。密夫林也以准將身份參與了長島會戰，為撤回曼哈頓島的大陸軍殿後。1776年底，大陸軍因接連戰敗而岌岌可危，密夫林又受命趕回費城，說服商團民兵繼續為大陸軍作戰。結果這批士兵協助華盛頓在特倫頓戰役、阿孫平克溪戰役及普林斯頓戰役取勝。
1777年，密夫林獲大陸議會任命為少將，以軍人身份在議會處理軍需補給。但這段時間，密夫林卻捲入多場爭議，令到他與華盛頓的關係陷入低潮。首先，密夫林多次公開批評彌敦內爾·格連，但格連卻是華盛頓當時最為信賴的副官，使到不少人認為密夫林是乘機指責華盛頓。第二，大陸軍經常遇上補給不足的問題，而向議會方面投訴施壓，但與此同時，密夫林又在改革補給系統上屢屢碰壁，使到密夫林心灰意冷。1777年7月密夫林擅離職守，返回鄉郊雷丁居住，最終以健康欠佳為由辭去軍需將軍一職。然而密夫林辭職之時，大陸軍卻正在福治谷駐紮過冬，補給問題最為嚴峻，也為他招致更多批評。
最後，密夫林因意外捲入康威陰謀一案，而與華盛頓關係破裂。事緣華盛頓在費城落敗之後，霍雷肖·蓋茨卻在薩拉托加戰役大勝。使大陸議會及大陸軍內部都有人私下認為，蓋茨比華盛頓更適合出任大陸軍總司令一職。1777年10月，法國准將湯馬斯·康威向蓋茨寫信，並據說把華盛頓稱為「軟弱的將軍」。這段內容被蓋茨的副官詹姆士·威爾金遜引用在另一封信件，再經斯特靈勳爵之手傳到華盛頓手中。故此傳聞公開後，蓋茨等人隨即被指責意欲結黨挑戰華盛頓。由於密夫林曾經有公開批評華盛頓之嫌，又與蓋茨素有交情，再加上他在11月被大陸議會任命到戰爭委員會（Board of War），而該委員會又決議將康威擢升為少將，這使密夫林也被指涉及陰謀。密夫林最終辭去所有軍職及戰爭委員會的職務。
辭退軍務後，密夫林仍然活躍政壇。他在1778年連任賓夕法尼亞州議員職位，然後在1780年再次出任大陸議會議員。1783年，密夫林更獲議會選為新一任大陸議會議長。在他任期之內，密夫林見證巴黎條約簽訂，又以文官身份接納華盛頓向議會辭去大陸軍司令職務。兩人的關係此時逐漸破冰，並且在政壇上時有合作。1784年密夫林返回州議會，並成功將1776年通過的賓夕法尼亞州憲法由一院制改為兩院制。他也遊說賓夕法尼亞州在美國制憲會議上通過傾向聯邦主義的《美國憲法》，而他也是《憲法》的其一簽署者。1790年至1799年間，密夫林獲選並兩次連任為賓夕法尼亞州州長，並在1794年指揮賓夕法尼亞的民兵，協助聯邦政府鎮壓威士忌叛亂。1799年密夫林退休後陷入財政困難，最後在1800年於蘭開斯特去世。